# محمدامین کاظمیان
محمدامین کاظمیان (زادهٔ ۱ مرداد ۱۳۷۵) بازیکن فوتبال اهل ایران است که در پست وینگر راست برای باشگاه فوتبال پرسپولیس بازی می‌کند.
کاظمیان در ۲۷ اردیبهشت ۱۴۰۴ با قراردادی ۳ ساله به پرسپولیس پیوست.